# Ursula B. Göhlich
Ursula Bettina Göhlich (* 1967) ist eine Wirbeltier-Paläontologin mit einem Schwerpunkt auf fossilen Säugetieren, Dinosauriern und Vögeln.
Göhlich studierte Geologie an der Ludwig-Maximilians-Universität München (LMU), an der sie 1992 ihr Diplom erwarb und 1997 über Elefanten aus der paläogenen Süßwassermolasse Bayerns bei Volker Fahlbusch promoviert wurde. 1997/98 war sie beim damaligen Geologischen Landesamt Bayerns (seit 2005 Bayerisches Landesamt für Umwelt) und seit 1999 wieder an der LMU München im Institut für Paläontologie, wo sie im selben Jahr erste Vorlesungen hielt. 2002 und 2004/05 (als Humboldt-Stipendiatin) war sie als Post-Doktorandin an der Universität Lyon bei Cécile Mourer-Chauviré und 2003 am Naturhistorischen Museum von Los Angeles bei Luis M. Chiappe (Beteiligung an Ausgrabungen von Tyrannosaurus und Triceratops in den USA). Seit 2007 ist sie Kuratorin für Wirbeltierpaläontologie am Naturhistorischen Museum Wien. 2011 habilitierte sie sich in München.
Sie ist außerordentliches Mitglied des Geobio-Center der LMU München und ist im Beirat der Paläontologischen Gesellschaft. 2008 bis 2012 war sie im Beirat der Society of Avian Palaeontology and Evolution (SAPE).
Sie untersuchte fossile Rüsseltiere (Proboscidea) wie Gomphotherium (Funde in Gweng bei Mühldorf und Sandelzhausen in Bayern), Deinotherium oder Archaeobelodon und beschäftigte sich ebenfalls mit Nashorn-Verwandten aus dem Miozän von Sandelzhausen.
Gemeinsam mit Ko-Autor Luis M. Chiappe beschrieb sie den kleinen Dinosaurier Juravenator starki aus dem Jura von Solnhofen, der 1998 gefunden (benannt nach den Steinbruchbesitzern) und 2009 Fossil des Jahres wurde. Die vollständige Präparation des Jungtiers „Borsti“, wie das Exemplar genannt wurde, zeigte Reste der Hautoberfläche in der Nähe des Schwanzes und im Gegensatz zu den Erwartungen an kleine Dinosaurier der Compsognathus-Gruppe (wie Sinosauropteryx aus der Unterkreide von China) fanden sich keine Spuren von Federn, sondern Schuppen. Eine Ultraviolettfotografie von Helmut Tischlinger zeigte später aber Filament-artige Strukturen, die auf Federn hindeuten könnten. Er fand allerdings auch weitere Stellen mit Schuppen und Spuren von Kollagen zwischen den Schwanzwirbeln. Nach Xu Xing zeigen sich bei Juravenator die Ursprünge der Federn-Entwicklung.
Gemeinsam mit Cécile Mourer-Chauviré, eine französische Paläoornithologin, untersuchte sie Fasanenartige aus dem Miozän von Saint-Gérand-le-Puy (Allier, Frankreich) und befasste sich mit Vögeln aus dem Miozän bei Gratkorn in der Steiermark und von Sandelzhausen in Bayern (unter anderem einen Kranich aus dem Miozän Palaeogrus mainburgensis). Sie ordnete auch die Sammlung fossiler Vögel der Bayerischen Staatssammlung in München (mit kriegsbedingten Lücken). Mit Gerald Mayr beschrieb sie einen Papagei aus dem Miozän des Nördlinger Ries’ (Bavaripsitta ballmanni).
Sie gräbt auch seit 2012 in der Wüste Gobi nach fossilen Säugern. Seit 2013 ist sie im wissenschaftlichen Beirat der Grube Messel.

## Schriften
- Tertiäre Urelefanten aus Deutschland. In: Harald Meller (Hrsg.): Elefantenreich – Eine Fossilwelt in Europa. Halle (Saale) 2010, S. 340–372.